# محمد العريفي
محمد بن عبد الرحمن العريفي الجبري الخالدي (16 يوليو 1970 -) داعية إسلامي سعودي، وأستاذ مساعد في كلية المعلمين بجامعة الملك سعود وحاصل على شهادة الدكتوراه في العقيدة والمذاهب المعاصرة.

## نشأته وتعلمه
نشأ في مدينة الدمام ودرس بها المراحل الدراسية الأولى، ثم درس في ثانوية السمهودي، وكان ينوي دراسة الطب لحظة تخرجه، ولكن تراجع والتحق بكلية الشريعة، وبعد ذلك تقدم للدراسات العليا في جامعة الإمام محمد بن سعود الإسلامية.

### التعليم النظامي
- شهادة البكالوريوس في أصول الدين عام 1411هـ (1991م) من جامعة الإمام محمد بن سعود الإسلامية بالرياض.
- شهادة الماجستير في أصول الدين، في العقيدة والمذاهب المعاصرة، وعنوان الرسالة «الكافية الشافية في الانتصار للفرقة الناجية، لابن القيم، تحقيق ودراسة، وهي نونية ابن القيم» بتقدير ممتاز مع مرتبة الشرف الأولى عام 1416هـ (1996م) من جامعة الإمام محمد بن سعود الإسلامية بالرياض.
- شهادة الدكتوراه في أصول الدين، في العقيدة والمذاهب المعاصرة، وعنوان الرسالة «آراء شيخ الإسلام ابن تيمية في الصوفية، جمع ودراسة» بتقدير ممتاز مع مرتبة الشرف الأولى عام 1421هـ (2001م) من جامعة الإمام محمد بن سعود الإسلامية بالرياض.[6]

## مشايخه
- درس التفسير والفقه وغيرها على يد الشيخ ابن باز بدروس متفرقة من عام 1413 هـ إلى عام 1419 هـ.
- درس الفقه والتوحيد على الشيخ عبد الله بن جبرين من عام 1413 هـ إلى عام 1421 هـ.
- درس التوحيد على الشيخ عبد الله بن قعود خلال سنة 1415 هـ.
- درس الفقه على الشيخ عبد الرحمن بن ناصر البراك خلال عامي 1415 هـ و1416 هـ. بالإضافة إلى عدد من المشايخ في المدينة المنورة في أعوام متفرقة.
- درس شيئاً من الفرائض على الشيخ عبد الكريم اللاحم عام 1423 هـ.
- درس الفقه على الشيخ عبد الرزاق عفيفي.
- درس الفقه على الشيخ محمد بن صالح العثيمين.[7]

## إجازاته العلمية
| - إجازة في القرآن الكريم من شيخ قراء اليمن الشيخ يحيى الحليلي. - إجازة في القرآن الكريم من شيخ قراء مصر الشيخ أحمد عيسى المعصراوي. - إجازة حديثية من الشيخ القاضي المحدث إسماعيل بن علي الأكوع. - إجازة حديثية من الشيخ القاضي المحدث محمد بن إسماعيل العمراني. - إجازة حديثية من الشيخ المسند المغربي محمد بن الأمين بوخبزة. | - درس يلقيه في شرح سلم الوصول في جامع الحديثي بالرياض بدأ عام 1422 هـ. - درس يلقيه في شرح عمدة الفقه في جامع الحديثي ثم جامع الدخيل بالرياض بدأ عام 1422 هـ. - درس يلقيه في التفسير في جامع الدخيل بالرياض بدأ عام 1427 هـ. - دورات علمية متنوعة في شرح أصول الإيمان، وأشراط الساعة، والسيرة النبوية. |

## وظائفه وعضوياته
- عضو مجلس الأمناء بالهيئة العليا للإعلام الإسلامي التابعة لرابطة العالم الإسلامي.
- عضو في عدد من المكاتب الدعوية والهيئات الإسلامية.
- مستشار غير متفرغ لعدد من الهيئات الإسلامية.
- محاضر متعاون لعدد من الجامعات في داخل المملكة وخارجها.
- متعاون مع الإرشاد الديني في كلٍ من: الأمن العام (في السجون، ومدينة التدريب، وغيرها)، الدفاع المدني، وزارة الدفاع، كلية الملك فيصل الجوية، الحرس الوطني، وزارة التعليم.
- خطيب جامع البواردي بجنوب الرياض.

| - عضو رابطة علماء المسلمين. - عضو الهيئة العليا للتنمية البشرية التابعة لرابطة العالم الإسلامي. - عضو مجلس الأمناء بالهيئة العليا للإعلام الإسلامي التابعة لرابطة العالم الإسلامي. - عضو الهيئة العليا للتنمية البشرية. - عضو في عدد من المكاتب الدعوية والهيئات الإسلامية. |

## مشاركاته ونشاطاته
- شارك في عدد من المحاضرات العامة في المساجد والمخيمات الشبابية في الداخل والخارج.
- شارك في تقديم عدد من الدورات العلمية الشرعية، في داخل المملكة وخارجها.

كما شارك في عدد من الملتقيات والمؤتمرات في الداخل والخارج منها:
- مؤتمر الحوار الوطني بالمملكة.
- مؤتمر حقوق المسنين بقطر.
- مؤتمر نصرة النبي بالبحرين.
- مؤتمر الإسلام والحضارات بالأرجنتين.
- مؤتمر أطباء الحرمين بالمملكة.
- مؤتمر حقوق الرسول بالمملكة بمكة.

حضر وقدم دورات تدريبية متنوعة في مهارات تطوير الذات، وفنون التعامل مع الآخرين، وفنون التفاوض والإقناع، ومهارات الإلقاء، وعلم الاتصال، كما أن له مشاركات إعلامية في القنوات الفضائية المتنوعة ما بين مسجل ومباشر.

## دروسه العلمية
- درس يلقيه في التفسير في جامع الدخيل بالرياض بدأ عام ١٤٢٧ هـ (ويحضر هذه الدروس ما بين ال٤٠٠-٦٠٠ طالب علم أسبوعيًا).
- درس يلقيه في شرح سلم الوصول في جامع الحديثي بالرياض بدأ عام ١٤٢٢ هـ.
- درس يلقيه في شرح عمدة الفقه في جامع الحديثي ثم جامع الدخيل بالرياض بدأ عام ١٤٢٢ هـ وقد توقفت هذه الدروس مؤقتًا.
- دورات علمية متنوعة في شرح أصول الإيمان وأشراط الساعة والسيرة النبوية وغيرها.[8]

## مؤلفاته
بلغت أكثر من عشرين عنواناً،وهي نوعان:
| - الكافية الشافية في الانتصار للفرقة الناجية، لابن القيم، تحقيق ودراسة، وهي نونية ابن القيم، في مجلدين، وهي رسالة الماجستير. - «موقف ابن تيمية من الصوفية» في مجلدين، وهي رسالة الدكتوراه. - المفيد في تقريب أحكام المسافر (طبع ثلاث طبعات). - المفيد في تقريب أحكام الأذان (طبع طبعتان). - الدرر البهية في الألغاز الفقهية (طبع طبعتان). - هل تبحث عن وظيفة (في الدعوة إلى الله). - اركب معنا (في أهمية التوحيد). - إنها ملكة. - في بطن الحوت. - إلا ليعبدون (شرح مصور للعبادات: الصلاة والزكاة والصوم والحج، طبع منه مليون نسخة) - رحلة إلى السماء. - عاشق في غرفة العمليات (توجيهات للأطباء والمرضى). - صرخة في مطعم الجامعة (رواية حول الحجاب وأدلته). - استمتع بحياتك (كتاب) (صدر في شعبان 1428 هـ). - ضع بصمتك (كتاب) - نهاية العالم (في أشراط الساعة). - العالم الأخير (تكملة نهاية العالم). - تجربتي في ربع قرن (نصائح للداعية المبتدئ) | - أذكار المسلم اليومية. - أين تذهبون؟ (في السحر والعين. - ماذا تفعلين هناك؟ (توجيهات للأخوات). - هل طرقت الباب؟ (في قصص التائبين). - كم إلهاً تعبد؟ (في أهمية التوحيد). - من هم السعداء؟ - رمضان روضة المحبين. - أذكار. - قصة جنازة. - طريق الجنان. - أزف الرحيل. - ذهاب بلا عودة. |

## خطبه ومحاضراته
بلغت المحاضرات المسجلة المنشورة أكثر من ثلاثين محاضرة. محاضرات مسجلة منشورة في الإنترنت، أكثر من خمسين. خطب جمعة وعيد واستسقاء مسجلة منشورة، بلغت أكثر من 120 خطبة.

## مشاركاته الإعلامية

### المشاركات والمؤتمرات
- شارك بمئات المحاضرات العامة في المساجد والمخيمات الشبابية في الداخل والخارج.
- شارك في تقديم عدد من الدورات العلمية الشرعية، في داخل المملكة وخارجها.
- شارك في عدد من الملتقيات والمؤتمرات في الداخل والخارج.
- حضر وقدم دورات تدريبية متنوعة في مهارات تطوير الذات، وفنون التعامل مع الآخرين، وفنون التفاوض والإقناع، ومهارات الإلقاء، وعلم الاتصال، وغيرها.
- مشاركات إعلامية في القنوات الفضائية المتنوعة (بلغت خلال خمس عشرة سنة أكثر من ألف وخمسمئة لقاء ما بين مسجل ومباشر). [9]

### برامجه التلفازية
| - مسافرون 6، روتانا خليجية وقناة الرسالة، رمضان 2011م - 1432هـ - قلبي معك، تلفزيون دبي - برنامج النبأ العظيم وقد بث حلقات على اقرأ وأخرى على ابن عثيمين. - ضع بصمتك، قناة اقرأ الفضائية (تم تصوير أربعة اجزاء منه) - إني صائم، تلفزيون قطر في شهر رمضان. - مسافرون 5، أل بي سي، رمضان 2010م - 1431هـ - مسافرون (1-2-3-4) | - حدثنا البحر، قناة اقرأ الفضائية - مع العريفي - في قصصهم عبرة. - القوارير يتحدث فيه عن المعاملة السليمة للنساء في الإسلام. - نهاية العالم يتحدث فيه عن علامات يوم القيامة. - استمتع بحياتك وله كتاب يحمل نفس الاسم ومترجم للغات أخرى. | - أحلى حياة - سواعد الإخاء - حدثني القمر قناة المجد - العالم الأخير وله كتاب يحمل نفس الاسم - أثر قناة المجد 1435 - بصمتك قناة المجد 1437 |

## شعبيته في وسائل التواصل
اعتباراً من سبتمبر 2015، وصل عدد متابعي العريفي في تويتر إلى أكثر من 12 مليون متابع، مما وضع حسابه في المرتبة الأولى في قائمة أكثر الشخصيات مُتابعة في الشرق الأوسط، وفي المراتب الأولى في قائمة أكثر 100 شخصية مُتابعةً في العالم. ثم وصل عدد متابعيه إلى 21 مليون متابع في تويتر، و22 مليون متابع في فيس بوك.

## حديثه وزيارته لمصر
أثناء أحداث قصر الاتحادية تحدث الشيخ محمد العريفي خطبة في السعودية في جامع البواردي بالرياض عن فضائل مصر، وعرض المذيع المصري محمود سعد مقطع الخطبة فانتشرت انتشارًا كبيرًا في مواقع التواصل الاجتماعي، ثم دُعي إلى زيارة مصر ليلقي 4 خطب في المنصورة ومدينة 6 أكتوبر والقاهرة إضافة إلى لقاء تلفازي.
1. الخطبة الأولى في مسجد الجمعية الشرعية بالمنصورة يوم 8 يناير 2013 [12]
2. الخطبة الثانية في مسجد الحصري بمدينة 6 أكتوبر يوم 9 يناير 2013[13]
3. لقاء مع الإعلامي عمرو الليثي على قناة المحور [14]
4. الخطبة الثالثة كانت في الجامع الأزهر يوم 10 يناير 2013 [15]
5. الخطبة الرابعة كانت في جامع عمرو بن العاص [16]

## اعتقاله 2013
في يوليو 2013 استدعته السلطات السعودية للتحقيق معه في موقفه من الانقلاب في مصر، ووضعته تحت الإقامة الجبرية، ومنعته من السفر إلى الدوحة لإلقاء محاضرة دينية هناك، وذلك بعد شكوى عليه من وِزارة الخارجية المصرية بأنه يتدخل في الشأن المصري، واحتفظت به على ذمَّة التحقيق وأُفرج عنه بعد عدَّة أيام، بعد توقيعه تعهدًا ألا يتطرق للشأن السياسي المصري. والجدير بالذكر أن السلطات السعودية لم تذكر أبدًا سبب استدعائها للعريفي.

## اعتقاله 2014
اختفى الشيخ في 10 أكتوبر 2014 وتسربت أنباء عن اعتقاله، ونفاها بعض الأشخاص، ثم تأكد الاعتقالُ في أثناء اختفائه، وعللت الصحف الاعتقال لانتقاده قطار الحج، وإثارة اللغط في المجتمع بهذا الانتقاد، وقد زادت الشكوك بعد توقفه عن التغريد في موقع تويتر منذ 16 أكتوبر، وقالت الصحف إن مكتب الشيخ هو من كان ينشر التغريدات طَوالَ الأيام الأولى من اعتقاله، ثم أُفرج عنه في 8 ديسمبر 2014 بعد شهرين تقريبًا من اعتقاله، ولم يعلِّق الشيخ رسميًّا على الموضوع.

## منع نشاطاته الدعوية
قال حساب معتقلي الرأي في المملكة العربية السعودية على تويتر عام 2018: إنَّه تأكد له خبرُ منع السلطات السعودية للدكتور محمد العريفي من الخطابة في مساجد المملكة، ومن جميع الأنشطة الدعوية.  وكان قد قال في تغريدة أُخرى له: إن الشيخ محمد العريفي حُذف حسابه على تويتر لأسباب مجهولة حتى الآن، ولا يُعرف إذا ما كان الشيخ محمد قد اعتُقل أو لا، بحسَب ناشطين على موقع تويتر.

## اختفاؤه على مواقع التواصل
أفادت مواقع إخبارية أنَّ الشيخ محمد العريفي مُنع من الظهور الإعلامي، كما نقلت هذا الخبر العديد من المواقع الإخبارية بعد مرور أيام على إغلاق حسابه على موقع تويتر، وتوقفت جميع حساباته على مواقع التواصل الاجتماعي. وقال ناشطون: إن الشيخ محمد العريفي ربما تكون اعتقلته سلطات بلاده.
واستدلَّ ناشطون على توقعهم، بتوقف جميع صفحات الشيخ العريفي (فيسبوك، سناب شات) عن النشاط، في وقت واحد مع حذف حسابه على «تويتر».
وتأتي هذه التطورات، بعد شهور من إيقافه عن الخطابة، والأنباء التي راجت عن اعتقال أحد أبنائه.

## روابط خارجية
- الموقع الرسمي
- صفحة محمد العريفي على موقع طريق الإسلام